# Raymond Kaelbel
Raymond Kaelbel, född 31 januari 1932 i Colmar, död 17 april 2007, var en fransk fotbollsspelare och tränare. Han gjorde totalt 507 matcher i Ligue 1 för Strasbourg, AS Monaco, Le Havre och Reims. Kaelbel spelade även 35 landskamper för Frankrikes landslag och vann VM-brons 1958.

## Meriter
Strasbourg
- Coupe de France: 1951, 1966

Monaco
- Ligue 1: 1961
- Coupe de France: 1960

Frankrike
- VM-brons: 1958